# Jan Czerski
Jan Stanisław Franciszek Czerski (en ruso: Иван Дементьевич Черский; Swolna, 3 de mayo de 1845 - Kolimá, 25 de junio de 1892), también transliterado como  Cherski o Tscherski, fue un paleontólogo, osteólogo, geólogo, geógrafo y explorador de Siberia de origen polaco-ruso.
Obligado a exiliarse en Transbaikalia por participar en el Levantamiento de enero de 1863. Científico autodidacta, finalmente recibió tres medallas de oro de la Sociedad Geográfica Rusa, y en su memoria se nombró un asentamiento, dos cordilleras, varios picos y otros lugares. Fue el autor del primer mapa del lago Baikal.

## Biografía
Hijo de Dominik y Xenia Czerski, miembros de la nobleza, nació en la entonces gobernación de Vítebsk del Imperio ruso (ahora en la provincia de Vítebsk, Bielorrusia). A la edad de 18 años, como estudiante de secundaria del Instytut Szlachecki (Instituto Noble) en Vilnius, participó en el Levantamiento de Enero (1863-1864). Fue capturado y hecho prisionero el 28 de abril de 1863, y luego despojado de su condición de noble, sus tierras confiscadas y embargadas por otro miembro de la familia leal al gobierno ruso. Czerski fue entonces reclutado a la fuerza en el Ejército ruso y sentenciado a ser exiliado a Siberia en Blagovéshchensk, cerca del río Amur. Nunca llegó a Blagovéshchensk, sino que fue separado para servir en una formación cerca de Omsk. Durante ese tiempo fue amigo de varios polacos que vivían en el exilio en la región de Omsk, como Marczewski y Kwiatkowski, así como un geógrafo de ruso, Grigori Potanin. Bajo su influencia, se interesó en la historia natural de la región. Le proporcionaron literatura sobre Siberia y ciencias naturales, de modo que en su tiempo libre pudo educarse y realizar sus primeras investigaciones.
Después de ser licenciado del ejército en 1869, no se le dio permiso para volver a casa, y se convirtió en un exiliado político. Se le negó el ingreso en la universidad; sus publicaciones y su primer intento de unirse a la Sociedad Geográfica Rusa también fueron rechazados. Durante los dos años siguientes se vio obligado a trabajar como profesor en Omsk, al habérsele negado el derecho a abandonar la zona.

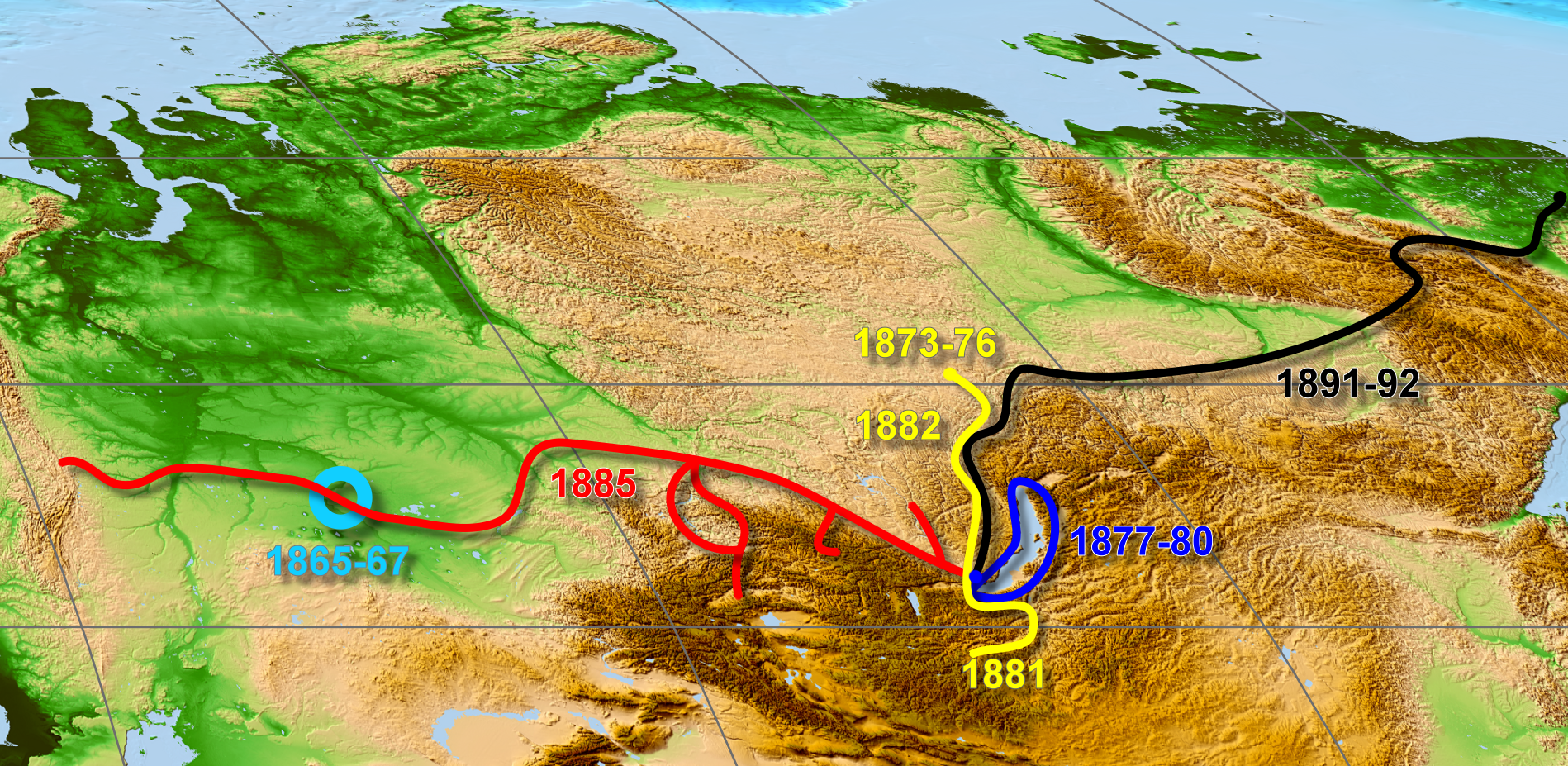
Expediciones de Cherski en Siberia

En 1871, recibió permiso para trasladarse a Irkutsk donde conoció a otros exiliados polacos, convertidos en eruditos, Aleksander Czekanowski y Benedykt Dybowski. Con su ayuda, Czekanowski es considerado su mentor, pudo unirse a la Sociedad Geográfica Rusa. Consiguió un trabajo en un museo local y participó en varias expediciones, ganando experiencia y prominencia. Participó en expediciones a los montes Sayanes, yalas cuencas de los ríos Irkut y Bajo Tunguska. Durante cuatro expediciones (1877-1881), Czerski exploró el valle del río Selengá y publicó un estudio sobre el lago Baikal, explicando el origen del lago y presentando la estructura geológica de Siberia Oriental. Quizás la más notable de esas expediciones fue el estudio de la estructura geológica de la costa del lago Baikal. El resultado fue el primer mapa geológico de esa costa, por el cual Czerski fue premiado con una medalla de oro por la Academia Rusa de Ciencias. Recibió tres medallas en total durante su carrera. Recibió un premio internacional de la Universidad de Bolonia, Italia.  Czerski más tarde propuso la idea para el desarrollo de los relieves topográficos (1878) y produjo uno de los primeros análisis de las capas tectónicas de Asia central (1886) y fue pionero en la teoría de la evolución de la geomorfología.
En 1878, se casó con Marfa Pávlovna Ivanova, nativa de Siberia. En 1883, fue perdonado por el gobierno ruso, y más tarde recuperó su estatus de noble. Vivió en Irkutsk hasta 1886, trabajando en la sección siberiana oriental de la Sociedad Geográfica Rusa. En 1886, cayó enfermo de una progresiva tuberculosis y una parálisis parcial. Se le permitió trasladarse a San Petersburgo, donde se unió a la Academia de Ciencias de San Petersburgo. A pesar de su precaria salud, se tomó el tiempo necesario durante su viaje de Irkutsk a San Petersburgo para documentar cuidadosamente los detalles geológicos a lo largo del camino. Durante ese período fue nombrado jefe de una expedición para explorar las cuencas de los ríos Yana, Indiguirka y Kolymá. Coleccionó y catalogó más de 2500 huesos antiguos, publicando una gran obra sobre el Cuaternario en 1888, seguida de un trabajo aún mayor sobre fósiles de mamíferos siberianos en 1891.
Murió el 25 de junio de 1892 durante una expedición a los ríos Kolymá, Yana y Indiguirka. Fue enterrado cerca del río Omolón.

## Trabajos
La lista completa de las obras de Czerski contiene 97 posiciones. Se le han dedicado más de cien trabajos publicados.
- "Otczot o gieołogiczeskom issledowanii bieriegowoj połosy oziera Bajkała" (1886)
- "Gieołogiczeskije issledowanije Sibirskogo pocztowogo trakta ot oziera Bajkała do wostocznogo chriebta Uralskogo" (1888)
- "Dziennik podróży A. Czekanowskiego" (Czekanowski's Travel Journal)

## Reconocimientos
En memoria de que Ivan Tscherski se nombraron: 
- los montes  Cherski, una alta cadena montañosa en el noreste de Siberia;
- las montañas Tscherski, una cadena montañosa baja en Transbaikalia (región de Transbaikalia, entre los ríos Ingoda y Oliokma);
- Monte Cherski o Gora Tscherskogo, el pico más alto de los montes Baikal;
- Tscherskital al pie del oeste de Sayan, a través del cual fluye el Kandat;
- Chersky, un asentamiento en la república de Saja (Yakutia) (cerca del lugar donde murió), con  2684 habitantes en 2013;
- la roca Tscherski cerca de Listvianka, en el lago Baikal;
- el barco Akademik Tscherski (también Akademik Cherskiy), un barco para el tendido de oleóductos submarinos fletado en 2015 propiedad de Gazprom.